# Hrvatske šume
Hrvatske šume d.o.o. je tvrtka koja gospodari šumama i šumskim zemljištem u Republici Hrvatskoj. 

## Organizacija tvrtke
Na čelu tvrtke su Nediljko Dujić (predsjednik), Ante Sabljić (član Uprave) i Igor Fazekaš (član Uprave), rad kontrolira Nadzorni odbor (oboje imenuje Vlada RH), a temeljene odluke donosi Skupština društva. Tvrtka zapošljava oko 8500 radnika. Upravu tvrtke čini 17 Uprava šuma-podružnica (Bjelovar, Buzet, Delnice, Senj, Gospić, Karlovac, Koprivnica, Našice, Nova Gradiška, Ogulin, Osijek, Požega, Sisak, Slatina, Split, Vinkovci, Zagreb) i 169 Šumarija.
U vlasništvu Hrvatskih šuma d.o.o. su Ambalaža d.o.o. Lanišće, Drvna galanterija d.o.o. Vrbovsko, Kamenolomi Krašić d.o.o., Šumska biomasa d.o.o., Hrvatske šume Consult d.o.o. i Rasadnik Piket d.o.o.

### Dosadašnji predsjednici Uprave
- Ante Mudrovčić, v.d. od 1. siječnja 1991. -
- Josip Dundović, od 1. rujna 1991.
- Anđelko Serdarušić, od 19. veljače 1996.
- Ivan Tarnaj, od 3. srpnja 1998.
- Željko Ledinski, od 16. ožujka 2000.
- Darko Beuk, od 11. veljače 2004.
- Darko Vuletić, od 6. veljače 2008.
- Ivan Pavelić, od 27. siječnja 2012.
- Krunoslav Jakupčić, od 20 veljače 2017.
- Nediljko Dujić, od 24. studenog 2022.

## Način ostvarivanja prihoda
Oko 89% ukupnog prihoda Hrvatske šume ostvaruju prodajom drveta. Ostali prihodi dolaze od lovstva, turizma (Hrvatske šume raspolažu i s 15 objekata za odmor otvorenog tipa na Jadranu), iznajmljivanja nekretnina i drugih djelatnosti. U šumi hrasta lužnjaka u Istri, pod korijenjem stogodišnjih hrastova rastu najskuplje gljive na svijetu, tartufi. Pronalaze ih specijalno obučeni psi koji ih nanjuše u zemlji, a u Istri se godišnje pronađe 3-5 tisuća kilograma.

## Prirodni resursi
Šume i šumska zemljišta u Hrvatskoj pokrivaju 37% ukupne površine države (2 485 611 ha), Najveću površinu zauzimaju šumom obrasla zemljišta (2 078 89 ha), neobraslo šumsko zemljište zauzima 345 952 ha, te neplodno šumsko zemljište 61 370 ha. Bjelogorične šume prevladavaju na 84% šumskog područja dok crnogorične šume zauzimaju 16% područja. Glavne vrste drveća su bukva (35%), hrast (27%), obični grab (8%), obični jasen (3%), ostale tvrde bjelogorične vrste (7%), meke bjelogorice (4%), jela i smreka (13%), bor (2%) i druge crnogorične vrste (1%).
Krške šume i prekrivaju oko milijun hektara (42% svih šuma u Hrvatskoj). One čuvaju tla od erozija i u oblikuju krajolike.